# Moonlight Mile (chanson)
Pour les articles homonymes, voir Moonlight Mile.
Pistes de Sticky Fingers
Dead Flowers
(9)
Moonlight Mile est une chanson  du groupe de rock The Rolling Stones, parue parue le 23 avril 1971 sur l'album Sticky Fingers. Bien que signée Jagger/Richards, le guitariste Mick Taylor a fortement contribué à la composition.

## Histoire
Moonlight Mile est la dernière chanson enregistrée pour l'album. L'enregistrement a eu lieu fin octobre 1970 dans la demeure de Stargroves chez Mick Jagger. La chanson est le produit d'une session nocturne entre Jagger et le guitariste Mick Taylor. Taylor a repris un court morceau de guitare enregistré par Keith Richards (intitulé Japanese Thing) et l'a retravaillé pour la session. Jagger a joué le riff sur une guitare acoustique. Jagger a estimé qu'il était plus facile d'improviser avec Taylor, puisque Richards n'était pas présent. C'est l'idée de Taylor d'ajouter un arrangement de cordes de Paul Buckmaster à la chanson. Jim Price, le trompettiste habituel du groupe, joue du piano. Taylor affirme qu'on lui avait promis un crédit pour l'écriture de chansons, mais a été surpris qu'il n'y ait pas eu quand la chanson est sortie sur l'album Sticky Fingers, attribuée à Mick Jagger et Keith Richards,,,.

## Accueil
Beaucoup considèrent Moonlight Mile comme l'une des ballades les plus sous-estimées des Stones. Dans une critique de la chanson, Bill Janovitz déclare : « Bien que la chanson traite de la drogue et de la vie d'une célébrité de la musique pop, c'est vraiment un exemple rare de Jagger abandonnant sa personnalité publique, offrant un point de vue derrière la scène. la lassitude qui accompagne la pression de maintenir les apparences en tant que star du sex, drug and rock and roll. »
Le critique rock Robert Christgau a déclaré que la chanson « recréait toutes les distances paradoxales inhérentes à l'amour érotique avec une puissance digne de William Butler Yeats, mais elle pouvait aussi être interprétée comme une chanson de cocaïne ». Cependant, Mick Jagger rejettera plus tard toute suggestion selon laquelle la chanson est une allégorie de la consommation de drogue, affirmant que « le sentiment qu'il avait à l'époque était à quel point il était difficile de tourner et à quel point il n'avait pas hâte de sortir » et « c'est une chose très solitaire, et [leurs] paroles reflètent cela ».

## Postérité
La chanson a été utilisée pour le douzième épisode de la sixième saison de la série HBO culte Les Soprano et dans le film homonyme qu'elle donne son titre en 2002.
La chanson a été reprise en concert par The Flaming Lips et sur l'album Earthbound de The 5th Dimension. L'artiste soul sudiste Lee Fields a repris cette chanson sur son album Faithful Man (2012).

## Personnel
Crédités :
- Mick Jagger : chant, guitare électrique
- Mick Taylor : guitare électrique
- Bill Wyman : basse
- Charlie Watts : batterie
- Jim Price : piano
- Paul Buckmaster : arrangements de cordes